# Kiyosu kaigi
Kiyosu kaigi (清須会議?), noto anche con il titolo internazionale The Kiyosu Conference, è un film del 2013 scritto e diretto da Kōki Mitani.

## Trama
Dopo la morte di Oda Nobunaga, alcune delle figure più influenti del periodo si riuniscono per scegliere un successore in maniera collettiva. Ognuno dei membri ha tuttavia dei progetti segreti per arrivare al potere.

## Distribuzione
In Giappone l'opera è stata distribuita dalla Toho a partire dal 9 novembre 2013.